# Moose (Wyoming)
Moose ist ein gemeindefreier Ort (unincorporated community) im Teton County im Westen des US-Bundesstaates Wyoming.

## Lage
Moose liegt östlich der Teton Range im Tal Jackson Hole innerhalb des Grand-Teton-Nationalparks direkt am Snake River. Der Ort liegt an der Kreuzung von Moose-Wilson-Road und Teton Park Road, unmittelbar westlich der U.S. Highways 89 und 191, die hier parallel verlaufen. Östlich des Ortes erhebt sich die Blacktail Butte, wenige Kilometer westlich erhebt sich die Teton Range steil über das Tal. Rund zwei Kilometer nördlich mündet der Cottonwood Creek in den Snake River. Moose besteht aus einzelnen Ansiedlungen und Hütten, die sich mehrere Kilometer durch Jackson Hole, vorbei am Jackson Hole Airport, fast bis nach Jackson erstrecken.

## Verwaltung
Obwohl ein Großteil der Einwohner östlich des Snake Rivers lebt, wird die Bevölkerung von Moose statistisch zu Moose Wilson Road gezählt, einem Ort entlang der gleichnamigen Straße westlich des Flusses. Ein Großteil der Häuser und Ranches sind im Besitz des National Park Service, unter anderem John D. Rockefeller, Jr.`s JY Ranch. In Moose befindet sich außerdem das Hauptquartier des Grand-Teton-Nationalparks sowie das Craig Thomas Discovery and Visitor Center, das größte Besucherzentrum des Parks.

## Kultur

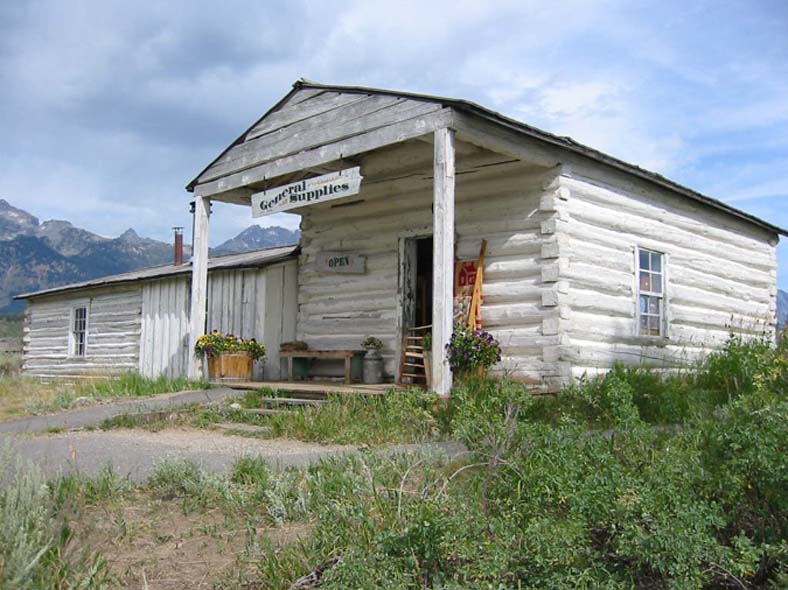
Menor´s Ferry

In und um Moose befindet sich eine Vielzahl an historischen Bauwerken, von denen einige im National Register of Historic Places eingetragen sind. Insgesamt sind in Moose mehr als 30 Gebäude im NRHP registriert, darunter mit der Murie Ranch auch ein National Historic Landmark.

## Tourismus
Aufgrund seiner Lage direkt am Südeingang des Grand-Teton-Nationalparks sowie am Kreuzungspunkt mehrerer Straßen gehört Moose zu den wichtigsten Besucherzielen des Nationalparks. Zudem befinden sich hier viele bedeutsame Gebäude sowie die einzige Brücke über den Snake River im Umkreis von fast 20 km. Zu den beliebtesten Attraktionen gehören die Chapel of the Transfiguration, die Murie Ranch sowie der nahegelegene Mormon Row Historic District.

## Trivia
- Moose ist ein zentraler Schauplatz in dem Film Noir "Wenn die Nacht anbricht" (Nightfall) von Jacques Tourneur aus dem Jahr 1957

## Belege
1. ↑  Geonames: Moose. Abgerufen am 29. Juni 2021.
2. ↑  Naturalatlas: Moose, WY. Abgerufen am 29. Juni 2021 (englisch).
3. ↑  National Park Service: Moose and Mormon Row - Grand Teton National Park (U.S. National Park Service). Abgerufen am 29. Juni 2021 (englisch).